# Віра Хитілова
Вєра Хитілова (чеськ. Věra Chytilová) (нар. 2 лютого 1929, Острава — пом. 12 березня 2014, Прага) — піонерка чеського кінематографу: кінорежисерка, авангардистка, викладачка FAMU. Її фільми були заборонені урядом Чехословаччини в 1960-х. Найвідоміша завдяки феміністичному фільмові чеської нової хвилі «Стокротки» (1966).

## Біографія

### Раннє життя і освіта
Народилася у Чехословацькій республіці, у місті Острава, у строгій католицькій сім'ї, вивчала архітектуру і філософію у Брно. Потім працювала моделлю, де познайомилася з фотографом, з яким взяла перший шлюб. У 1951 році знялася у маленькій ролі у фільмі «Пекар імператора — імператор пекаря».
У 1954 почала працювати помічницею режисера («дівчиною з хлопавкою», за власними словами) у Barrandov Studio, а в 27 років вступила на факультет Кіно і Телебачення Празької академії виконавських мистецтв, де вчилася під керівництвом Отакара Ваври. Закінчивши академію з відзнакою, Хитілова повернулася на Barrandov.

### Творчість
Ще під час навчання в академії, у 1960 році Хитілова зняла пару 10-хвилинних короткометражних стрічок: «Зелена вулиця» і «Кошеня Ка». Випускною роботою стала стрічка «Стеля», а наступного року вона зняла 43-хвилинний фільм про робітниць текстильної фабрики «Мішок бліх». На ранню творчість режисерки вплинули фільми Рене і Антоніоні, а також жанр сінема-веріте.
Повнометражним дебютом Хитілової стала стрічка «Дещо зовсім інше» 1963 року, а у 1966 році режисерка створила свій найвідоміший фільм «Стокротки». «Стокротки» є найбільш відомим феміністичним фільмом чехословацької нової хвилі та одним з найвизначніших чеських фільмів загалом на думку багатьох критиків.

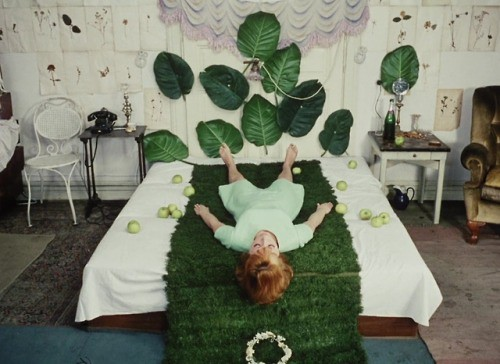
Кадр з фільму «Стокротки»

Фільм був заборонений Національною Асамблеєю до показу у Чехословаччині. Однією з формальних претензій до стрічки стало «розкидання їжею, у той час як наші фермери докладають значних зусиль для вирішення проблем сільського господарства» — у фільмі дійсно є сцени, де героїні ходять бо бенкетному столу. Попри заборону, у 1969 році фільм переміг на гран-прі Союзу кінокритиків Бельгії.
Після придушення Празької весни, на відміну від багатьох режисерів «нової хвилі», таких як Мілош Форман, які покинули країну, Хитілова залишилася в Чехословаччині. Вона встигла доробити ще один фільм, «Ми їмо плоди райських дерев» у 1969 році, але після цього була негласно відсторонена від роботи: її сценарії приймалися на розгляд, проте відкладалися «на полицю» і не допускалися до екранізації. Також її не випускали на міжнародні фестивалі, навіть ті, де показували її фільми. У 1975 році режисерка написала відкритого листа до президента Чехословаччини Ґустава Гусака, де звернула увагу на ці перешкоджання, окремо зауваживши, що такі завади особливо недоречні, враховуючи що 1975 рік був оголошений ООН Всесвітнім роком жінок. Це дало результат, і у 1977 році режисерка змогла зняти свій наступний фільм, «Гра в яблуко».
Пізніші фільми Хитілової були зняті у більш реалістичній манері, ніж буфонадні «Стокротки», проте також були сповнені сарказмом і висміюванням тодішніх проблем суспільства — і попри це, багатьом з них вдавалося прослизнути повз цензуру і потрапити на екрани. Також феміністична проблематика лишалася одним з важливих мотивів її творчості.
Хитілова переважно сама писала сценарії для своїх фільмів, проте у трьох фільмах («Стокротки», «Ми їмо плоди райських дерев» і «Післяобідній відпочинок Фавна») співпрацювала з чеською сценаристкою Естер Крумбачовою. У цих фільмах Крумбачова займалася окрім сценарію і дизайном костюмів. Їй же присвячений фільм 2005 року «В пошуках Естер». Сценарії для фільмів «Шут і королева», «Вигнання з раю» і «Спадщина, або блін, хлопці, гутентаг» написані у співавторстві з Болеком Поливкою.
Фільм «Копитом сюди, копитом туди» 1988 року був, ймовірно, першим чеським фільмом, у якому відкрито згадується СНІД.
Режисерка продовжувала активно працювати і після повалення комуністичної влади, і загалом створила майже 20 фільмів. 
У 1989 вона повернулася до FAMU, вже як викладачка, у 2003 стала професоркою а у 2005 — головою режисерського факультету, де і працювала до 2012. 
Останнім ігровим фільмом режисерки стала чорна комедія «Приємні моменти без гарантії» 2006 року.
Останньою її відеороботою був короткий ролик, знятий у 2008 році для фестивалю у Карлових Варах.

### Політична діяльність
У 1996 році Вєра Хитілова подавалася на вибори в сенат Чехії від округу Злін як безпартійна кандидатка за соціал-демократичну партію, але не перемогла.
У 2006 році вона висувалася на виборах від Партії Рівних Можливостей (Strana Rovnost Šancí), але також не потрапила в сенат. Також у 2007 році вона зняла документальний телевізійний фільм, де членкині цієї партії розповідають про проблеми, з якими вони стикаються в житті.
В 2007 році Хитілова підписала відкритий лист з проханням до президента і парламенту провести референдум щодо встановлення у Чехії радіолокаційної бази США.

### Особисте життя
Першим чоловіком Хитілової був фотограф Карел Людвіг.
Другим чоловіком став кінооператор і актор Ярослав Кучера, з яким вона познайомилась під час навчання і з яким знімала фільми «Стокротки» і «Ми їмо плоди райських дерев». Подружжя завело двох дітей, які також працюють у сфері кіно: донька Тереза Кучерова — акторка і дизайнерка костюмів, а син Стефан Кучера — оператор. Ярослав Кучера помер у 1991 році у Празі.

## Фільмографія
- 2006 : Неспокійні особи / (Potížistky, короткометражний)[23]
- 2006 : Приємні хвилини без гарантії / (Hezké chvilky bez záruky)
- 2005 : В пошуках Естер / (Pátrání po Ester)
- 2003 : Троє в метаморфозах часу / (Trója v proměnách času)
- 2001 : Вигнання з раю / (Vyhnání z ráje)
- 2000 : Взлети і падіння / (Vzlety a pády)
- 1998 : Пастки, пастки, пасточки / (Pasti, pasti, pasticky)
- 1992 : Спадщина, або блін, хлопці, гутентаг / (Dědictví aneb Kurvahošigutntág)
- 1992 : Рай сердця / (Ráj srdce, короткометражний)
- 1991 : Мої пражани мене розуміють / (Mí Prazané mi rozumeji)
- 1990 : T.G.M. — визволитель / (T.G.M. – osvoboditel)
- 1989 : Копитом сюди, копитом туди / (Kopytem sem, kopytem tam)
- 1988 : Блазень і королева / (Sasek a královna)
- 1987 : Турбаза “Вовча” / (Vlci bouda)
- 1984 : Прага — неспокійне серце Європи / (Praha - neklidné srdce Evropy)
- 1983 : Післяобідній відпочинок Фавна / (Faunovo velmi pozdní odpoledne)
- 1982 : Хитілова проти Формана / (Chytilova Versus Forman)
- 1982 : Стихійне лихо / (Kalamita)
- 1980 : Історія панельного будинку / (Panelstory aneb Jak se rodí sídliste)
- 1978 : Час неспинний / (Cas je neúprosný, короткометражний)
- 1977 : Гра в яблуко / (Hra o jablko)
- 1970 : Ми їмо плоди райських дерев / (Ovoce stromu rajskych jime)
- 1966 : Стокротки / (Sedmikrásky)
- 1965 : Перлинки на дні, фрагмент “Автоматичне світло"/ (Perlicky na dne)
- 1963 : Про щось зовсім інше / (O necem jiném)
- 1962 : Стеля / (Strop, короткометражний)
- 1962 : Мішок бліх]] / (Pytel blech, короткометражний)
- 1961 : Журнал ФАМУ — перший випуск, фрагмент “Рими" / (Zurnal FAMU - První obcasník, короткометражний)
- 1960 : Зелена вулиця / (Zelená ulice, короткометражний)
- 1960 : Кошеня — пан Ка / (Kocicina - Pan Ká, короткометражний)

Хитілова зняла епізоди для серіалів:
- 2006 : Тато як мама / (Táta jako máma)
- 2004 : 12 хоробрих / (12 odvázných)
- 2001–2002 : Ген: галерея еліти нації  / (Gen: Galerie elity národa)
- 1997 : Як справи… / (Jak se zije...)
- 1983 : Культурні столиці Європи / (Capitali culturali d'Europa)
- 1971 : Приятелі / (Kamarádi)

### Нагороди
- Про щось зовсім інше, Міжнародний кінофестиваль Мангайм — Гайдельберг (1963), головний приз[24]
- Ми їмо плоди райських дерев: Міжнародний кінофестиваль у Чикаго (1970), спеціальний приз жюрі[25]
- Історія панельного будинку: Пльзенський кінофестиваль[en] (1990), Золотий рибалочка, один з 12 переможців[26]
- Спадщина, або блін, хлопці, гутентаг: Пльзенський кінофестиваль (1993), Приз глядацьких симпатій[27]
- Пастки, пастки, пасточки: Венеційський кінофестиваль (1998), приз Ельвіри Нотарі[28]
- Міжнародний кінофестиваль у Карлових Варах (2000), Спеціальний приз за видатний внесок у світовий кінематограф[29]
- Чеський лев, Artistic Achievement Award, 2001[30]
- Злети і падіння: Нагорода чеських кінокритиків[en] (2001), Кращий документальний фільм [31]